# مدينة ذكية

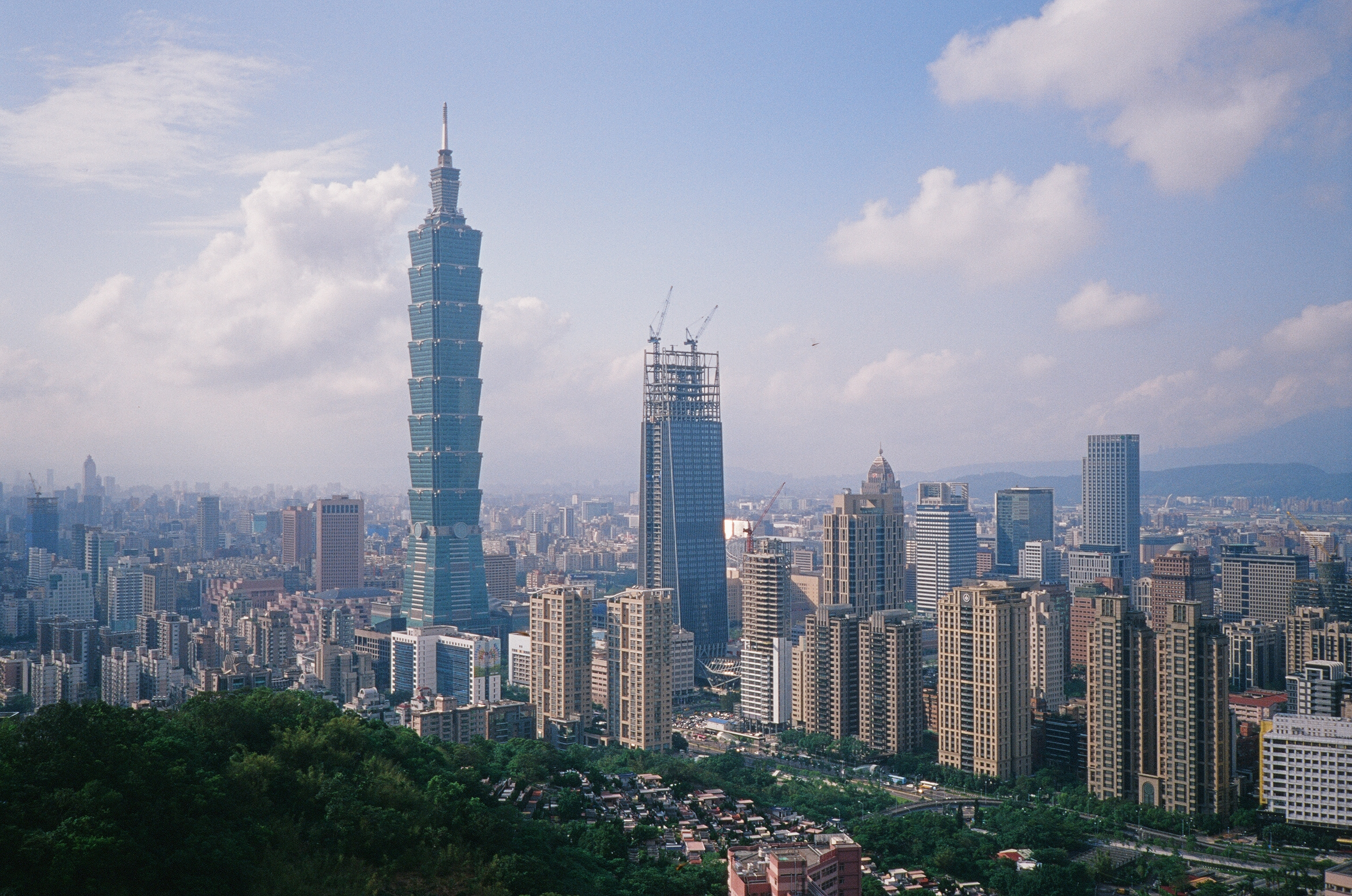

المدينة الذكية (بالإنجليزية: Smart city)‏ هي منطقة حضرية حديثة تقنيًا تستخدم أنواعًا مختلفة من الأساليب الإلكترونية وطرق تنشيط الصوت وأجهزة الاستشعار لجمع بيانات محددة. تُستخدم المعلومات المكتسبة من تلك البيانات لإدارة الأصول والموارد والخدمات بكفاءة؛ في المقابل، يتم استخدام هذه البيانات لتحسين العمليات في جميع أنحاء المدينة. يتضمن ذلك البيانات التي تم جمعها من المواطنين والأجهزة والمباني والأصول التي تتم معالجتها وتحليلها لمراقبة وإدارة أنظمة المرور والنقل ومحطات الطاقة والمرافق وشبكات إمدادات المياه والنفايات وكشف الجرائم وأنظمة المعلومات والمدارس والمكتبات، المستشفيات والخدمات المجتمعية الأخرى. تُعرَّف المدن الذكية بأنها ذكية من حيث الطرق التي تسخر بها حكوماتها التكنولوجيا وكذلك في كيفية مراقبتها وتحليلها وتخطيطها وحكمها للمدينة.

## التاريخ
إن فكرة ووجود المدن الذكية جديدة نسبيًا. يركز مفهوم المدينة الذكية على استخدام المدينة لتكنولوجيا المعلومات والاتصالات في حل المشكلات الحضرية. تم الاستشهاد باستخدام التحليل الإحصائي الحسابي من قبل مكتب التحليل المجتمعي في لوس أنجلوس في أواخر الستينيات وإنشاء سنغافورة لمجلس الكمبيوتر الوطني في عام 1981 من بين أولى التدخلات الإلكترونية في التخطيط الحضري. أطلقت شركة آي بي إم، مبادرتها التسويقية «المدن الذكية» في عام 2008. في عام 2010، أنشأت سيسكو سيستمز، بدعم 25 مليون دولار من مؤسسة كلينتون، برنامج التنمية الحضرية المتصلة بالشراكة مع سان فرانسيسكو وأمستردام وسيول. في عام 2011، عُقد المؤتمر العالمي لمعرض المدينة الذكية في برشلونة، حيث حضره 6000 شخص من 50 دولة. أنشأت المفوضية الأوروبية في عام 2012 سوق المدن الذكية، وهو مركز مركزي للمبادرات الحضرية في الاتحاد الأوروبي. في عام 2021، احتلت جمهورية الصين الشعبية المرتبة الأولى في جميع فئات تحدي مدينة الذكاء الاصطناعي الدولي، مما يدل على الالتزام الوطني ببرامج المدن الذكية - «حسب بعض التقديرات، تمتلك الصين نصف المدن الذكية في العالم». مع مرور الوقت، ستستمر النسبة المئوية للمدن الذكية في العالم في الازدياد، وبحلول عام 2050، من المتوقع أن يسكن ما يصل إلى 70% من سكان العالم في مدينة ذكية.

## التعريف
نظرًا لاتساع نطاق التقنيات التي تم تنفيذها تحت شعار المدينة الذكية، من الصعب تحديد تعريف دقيق للمدينة الذكية. يسرد مارك ديكين وحسام الواعر أربعة عوامل تساهم في تعريف المدينة الذكية:
1. تطبيق مجموعة واسعة من التقنيات الإلكترونية والرقمية على المجتمعات والمدن.
2. استخدام تكنولوجيا المعلومات والاتصالات لتغيير بيئات الحياة والعمل داخل المنطقة.
3. تضمين تقنيات المعلومات والاتصالات في الأنظمة الحكومية.
4. إضفاء الطابع الإقليمي على الممارسات التي تجمع تكنولوجيا المعلومات والاتصالات والأشخاص معًا لتعزيز الابتكار والمعرفة التي يقدمونها.

يُعرِّف ديكين المدينة الذكية بأنها المدينة التي تستخدم تكنولوجيا المعلومات والاتصالات لتلبية متطلبات السوق (مواطني المدينة)، وتنص على أن مشاركة المجتمع في العملية ضرورية لمدينة ذكية. وبالتالي، ستكون المدينة الذكية مدينة لا تمتلك فقط تكنولوجيا المعلومات والاتصالات في مناطق معينة، ولكنها أيضًا نفذت هذه التكنولوجيا بطريقة تؤثر بشكل إيجابي على المجتمع المحلي.

## الخصائص
لقد تم اقتراح أن المدينة الذكية تستخدم تقنيات المعلومات من أجل:
1. زيادة كفاءة استخدام البنية التحتية المادية (الطرق، البيئة المبنية والأصول المادية الأخرى) من خلال الذكاء الاصطناعي وتحليل البيانات من أجل دعم تنمية اقتصادية واجتماعية وثقافية قوية وصحية.[11]
2. الانخراط الفعال مع مسؤولي الحكم المحلي من خلال استخدام عمليات الابتكار المفتوح والمشاركة الإلكترونية، وتحسين الذكاء الجماعي لمؤسسات المدينة من خلال الحوكمة الإلكترونية،[12] مع التركيز على مشاركة المواطنين والتصميم التشاركي.[13][14]
3. التعلم والتكيف والابتكار وبالتالي الاستجابة بشكل أكثر فعالية وسرعة للظروف المتغيرة من خلال تحسين ذكاء المدينة.

## جمع البيانات
تم وضع تصور للمدن الذكية باستخدام نموذج الربط البيني للأنظمة المفتوحة الخاص بتجريدات «الطبقة». يتم إنشاء المدن الذكية من خلال ربط البنية التحتية العامة للمدينة بأنظمة تطبيقات المدينة وتمرير البيانات المجمعة من خلال ثلاث طبقات، طبقة الإدراك، وطبقة الشبكة وطبقة التطبيق. تستخدم أنظمة تطبيقات المدينة البيانات لاتخاذ قرارات أفضل عند التحكم في البنى التحتية للمدن المختلفة. طبقة الإدراك هي المكان الذي يتم فيه جمع البيانات عبر المدينة الذكية باستخدام أجهزة الاستشعار. يمكن جمع هذه البيانات من خلال أجهزة استشعار مثل الكاميرات أو تحديد الهوية بموجات الراديو أو نظام التموضع العالمي لتحديد المواقع. ترسل طبقة الإدراك البيانات التي تجمعها باستخدام الإرسال اللاسلكي إلى طبقة الشبكة. طبقة الشبكة مسؤولة عن نقل البيانات المجمعة من طبقة الإدراك إلى طبقة التطبيق. تستخدم طبقة الشبكة البنية التحتية لاتصالات المدينة لإرسال البيانات مما يعني أنه يمكن اعتراضها من قبل المهاجمين ويجب أن تكون مسؤولة عن الحفاظ على خصوصية البيانات والمعلومات المجمعة. طبقة التطبيق مسؤولة عن معالجة البيانات الواردة من طبقة الشبكة. تستخدم طبقة التطبيق البيانات التي تعالجها لاتخاذ قرارات حول كيفية التحكم في البنية التحتية للمدينة بناءً على البيانات التي تتلقاها.

## إطارات المدينة الذكية

### الاقتصاد
يعني الاقتصاد الذكي زيادة الإنتاجية عن طريق ترابط بين المشاركين على المستوى المحلي والقومي والدولي. ويميزها «روح المستثمر» الذي ينبع منها أفكار جديدة تخدم المستقبل. وتلعب قدرة الفرد في الاقتصاد الذكي دورا أساسيا، وقدر كل معرفة يعرفها الفرد المشارك. تلك المعرفة تنتقل عن طريق شبكة اتصال بين العاملين باستمرار، يحصل عليها العامل ويطورها ويعطيها للآخرين بحيث تزداد الإنتاجية. وترتبط فكرة الاقتصاد الذكي غالبا بفكرتي «روح الابتكار» و«مجتمع المعرفة». ليس هذا خيالا وانما هناك تطبيقات فعلية نجدها في بلاد مثل كوريا الجنوبية وفي الإمارات العربية المتحدة، وتجرب أيضا في ضواحي لندن وباريس وهامبورغ.
يترابط مشاركون اقتصاديون في اطار مشروع مدينة ذكية بغرض تسويق منتجاتهم وخدماتهم. وتترابط المدن مع بعضها البعض خلال سنوات بأحد الموردين لتك الخدمات. وتقدم شركة أي بي إم مثلا على هذا الطريق وتقوم بإرشاد المسؤولين البلديين مثلما في حالة مدين ريو دي جانيرو. كما تقدم شركة الكهرباء «فيتنتال» نموذجا «للبيت الذكي» وتسوق أجهزة لضبط وترشيد استهلاك الكهرباء في البيوت، وكذلك لبناء شبكات ذكية. وتقدم شركة سيسكو سيستمز تحت راية «إنترنت لكل شيء» Internet of Everything عددا من شبكات الاتصالات تختص بإدارة والتحكم في الأجهزة اليومية: شبكات اتصال للطاقة، شبكات اتصال للمواصلات وحتى شبكات للشراء في سوبرماركت.
كذلك تقدم شركة سيمنز الألمانية استشارات على مستوى المدينة بغرض بيع منتجاتها المختلفة.

### السياسة وإدارة المدينة
قدمت في عام 2007 لائحة تسمى «لائحة لايبزج» وهي تقدم تغييرا جذريا في تطوير مدينة، يمثل التغيير المقترح أساسا لسياسة إدارة مدينة أوروبية على المستوى طويل الاجل للوصول إلى المدينة الذكية.
كما يعمل الاتحاد الأوروبي في اطار برنامج «أفق 2020»
Horizon 2020 على تطوير مدن أوروبية على طريقة «المدينة الذكية» وتحقيقها. ويقوم الاتحاد الأوروبي بدعم هذا البرنامج بغرض المنافسة في تقديم مشروعات ذكية للمدن على المستوى العالمي. ومن المشروعات التي يدعمها الاتحاد الأوروبي مشروع «المدينة المنفتحة»
Open Cities. ومن هذا المنطلق يدعم المشروع الأوروبي مدنا تعتبر نفسها مدنا ذكية في رغبتها للوصول إلى الإدارة المدنية الذكية. من تلك المدن التي يدعمها الاتحاد الأوروبي على هذا الطريق: كوبنهاغن، فيينا، أمستردام وبرلين.
وتعمل الإدارات المحلية بالمشاركة مع الجامعات (مثل برلين وبرشلونة وفيينا) ومع مؤسسات بحث أهلية على تطوير تقنيات ذكية. وتتصدر تلك المشاكل مسألة الاستدامة وإمكانية تطبيق التقنيات الذكية، وطرق المشاركة وطريقة التعامل مع البيانات الرقمية.
ومن ضمن الإدارة الذكية الخاصة بالسياسة المدنية يأتي اصطلاح «الحكم الذكي» Smart Governance. ويعنى به مشاركة المواطنون في اتخاذ القرار السياسي عن طريق اشراك المواطنين في عملية التخطيط العمراني. والغرض من الحكم الذكي تشكيل عمليات التخطيط واتخاذ القرار في إطار الشفافية والمشاركة. وهنا تلعب تقنيات مثل تقنية «البيانات المفتوحة» ومبدأ «الحكم المنفتح» والمشاركة دورا هاما. وتطبيق الديمقراطية والتوسع فيها عن طريق البيانات الرقمية يسمى أيضا ديمقراطية إلكترونية.والغرض من تلك المشاركات الجديدة هو العناية بالاتصال بسكان المدينة واشراكهم في عملية الحكم واتخاذ القرار في المشروعات الحيوية.

### المجتمع المدني
يميز المدينة الذكية نوع معين المجتمع المدني. فالسكان «كسكان أذكياء» من المفترض أن يكونوا مبتكرين، ويتمتعون بالمرونة، مع تعدد ثقافاتهم وتربطهم شبكة اتصالات. وتعتمد المدينة الذكية على مشاركتها مع المواطنين بغرض تحسين حياة السكان عن طريق وسائل تقنية مستحدثة، بحيث أن يضيف السكان بوسائلهم إلى إدارة المدينة.
أي أن المجتمع المدني يشارك بآرائه في إدارة المدينة ويشارك في صناعة القرارات التي تهم كل أطراف المجتمع، بحيث يكون لهم تأثير على تطوير مدينتهم. وتنبع تلك الفكرة من المبدأ السياسي في حركات التطوير العمرانية فيما يسمى «المدينة الجديدة» New Urbanism والنمو الذكي. ومن المفترض أن يأتي التطوير من أسفل على أعلى؛ يشارك السكان عن طريق شبكة معلومات في عمليات صناعة القرار من دون أن تكون مسؤوليتهم في اتخاذ القرار.
ويظهر هذا الشكل للمجتمع المدني مثلا في ظاهرة ثقافة التبادل. وقد تكون ثقافة التبادل هذه أو ثقافة المشاركة ذات طابع تجاري أو غير تجاري. وتظهر ثقافة التبادل في الاستغلال الجماعي لأجهزة وأجزاء من البنية التحتية بغرض الحفاظ على البيئة و/أو الاستفادة الاقتصادية.
فمثلا، تبادل السيارة Car-Sharing أو الانتقال الجماعي بسيارة واحدة بدلا من أن يركب كل فرد سيارته منفردا، أو تبادل أجهزة منزلية أو عدة يدوية. كما يمكن للمجتمع المدني أن يشترك مع بعضه البعض في مشروع تشييد حديقة، وإنتاج كهرباء البيت بواسطة تقنيات الاشعة الشمسية أو الطاقة الريحية، واسغلال جزء منها وبيع الفائض منها إلى الشبكة العمومية. ويمكن القيام بزراعة الشرفات وتوفير غذاء من غير الاعتماد كليا على منتجات الحقول ومصانع التعليب. وبجانب المكاسب الاقتصادية والمكاسب البيئية يقوم التضامن الاجتماعي في تلك المشروعات بدور.
كل هذا يدخل في إطار نظرية «إلينور أوستروم» عن «الثروة الجماعية» لسكان مدينة، في أن يستخدم السكان الأماكن والإمكانيات المتاحة للمدينة جماعيا. فإذا اعتبرت المدينة الذكية انها ثروة جماعية فلا بد من ان تتخذ القرارات بشأن تطويرها بالمشاركة الجماعية، لتحقيق احسن استغلال للموارد.
يمكن للقرارات وعمليات اتخاذ القرار أن تتم على طبقات، من تنقيح للأفكار على مستوى الجيران إلى مستوى الضاحية أو عل مستوى المدينة كلها. فإذا كبر حجم القرارات وتعدى حدا معينا، مثل حدود منطقة مجاورة وتحتاج تطبيق أوسع، فقد يكون من الصعب اشراك الجميع في عملية اتخاذ القرار والتوصل إلى حل يوافق الجميع. في تلك الحالة تقترح «أوستروم» نظاما متعددا للإدارة، يعمل على تنظيم الوحدات الصغيرة وتنظيمها وربطها ببعضها البعض. أي أن يكون في استطاعة سكان المدينة الذكية تنظيم مدينتهم طبقا لقواعد يتفاهمون عليها وتكون في صالح المجموع.
و«الغرض» للسكان هو أن يحاول السكان الاستغناء عن الاستحواذ الشخصي لكي يكون لكل واحد منهم إمكانية السكن والحركة واسغلال الطاقة والحصول على الغذاء، وأن يكون الشعار الجماعي هو أن «ما يحتاجه الفرد لحياته اليومية لا ينظر إليه على انه من الممتلكات الشخصية».
(Exner/Kratzwald 2012: 8).
وتنصح «مارلين ستيكر» بإشراك المواطن في فكرة المدينة الذكية. «التقنية تقود المجتمع. ولكنها ليست على الحياد. والمهم أن نهتم بأن يكون النظام الإداري منفتحا، ويعطي السكان إمكانية المشاركة واتخاذ القرار.»

### الاستدامة
تركز أفكار المدينة الذكية على موضوعات تناقش تتعلق بالاستدامة وكيفة تطبيقها (أنظر Vanolo, 2013, S. 3). منذ 1990 يشكل التطوير المستدام، أي التطوير الذي يلبي أغراض حاضر من دون أن يخذل الأجيال القادمة (قارن تقرير Brundtland-Bericht, S. 51; Absatz 49) مناقشة التطوير المدني. والسبب في هذا التطور هو تحديات متعلقة بتغير المناخ والحدود القصوى للتنمية.
وتعتمد فكرة المدينة المستدامة قبل كل شيء على رؤية بيئية واقتصادية وثقافة اجتماعية. ومن الممكن أن يكون الهدف من المدينة المستدامة، واستدامة تطوير المدينة والإدارة المدنية هو استدامة استغلال الموارد الطبيعية المتجددة والتقليل من استهلاك الموارد الطبيعية الموجودة بكميات محدودة (هذا هو القسم المتعلق بالبيئة)؛ مع تطبيق كامل قدر الإمكان لاقتصاد الدورة المغلقة، وخفض كثافة النقل واستدامة الاقتصاد (وهذا هو القسم المتعلق بالاقتصاد)؛ والاندماج المجتمعي في المدينة، الاشتراك في تحمل المسؤولية والمشاركة الديمقراطية للسكان (وهذا هو الجانب الاجتماعي-الثقافي).
وتناقش مسائل الاستدامة بخصوص المدينة الذكية في إطار موضوعات متعددة تتضمن جماعات ذات مطالب خاصة من الباحثين ومن السياسيين والمجتمع والاقتصاديين، متصلون مع بعضهم البعض بشبكة نقاش بغرض تنفيذ الاستدامة في المدينة. وتتعلق أفكار عن المدينة الذكية مثلا بافكار عن دورات البضائع المحلية، وعلى منتجات ترغب صناعتها محليا وتعرف مواقع استهلاكها. تتضمن تلك الأمثلة في قطاع الطاقة الطاقة الشمسية (لإنتاج الماء السان محليا)، وتقنية الألواح الشمسية (لإنتاج الكهرباء) أو اسغلال المياه الأرضية الساخنة (بغرض تدفئة البيوت والمباني).
وفي حالة المواد الغذائية ينظر إلى استغلال اسطح المباني للزراعة وزراعة الشرفات وتجري تجارب في هذا المضمار. وعن طريق الإنتاج المحلي يمكن خفض استهلاك الطاقة، وليس هذا فقط بل أن هذا يوجه الفكر أيضا إلى العناية بتلك المنتجات، الاستفادة منها وعدم الانتظار حتى تفسد وتلقى كنفايات.
وتشكل فكرة المدينة الذكية تحديا لمسألة تحقيق الاستدامة في المجتمع. فهذا يتعلق بمجاميع سكان لا يؤخذون في الحسبان مما يشكل خطر التنحية والإهمال. ومن وجهة أخرى فعلى المهتمين بتطوير المدينة الاهتمام بمسألة الانسياق في التطبيقات التكنلوجية الممكنة على أماكن السكن، وما قد ينشأ منها من مشاكل وأخطار، لا تكون واضحة جليا أثناء التخطيط.

### الانتقال الذكي
مبدأ الانتقال الذكي هو الاستهلاك الكفء للطاقة، ويتضمن خفض الانبعاثات الضار بالبيئة، وأن تكون وسائل المواصلات أمنة ومنخفضة التكاليف. وتطور الشبكة التحتية عن طريق تطوير تقنيات المعلومات والاتصالات. فمثلا تساعد تقنية المعلومات والاتصالات في مراقبة المرور بواسطة كاميرات وضبط سيرها وتعريف الركاب عن طريق الهاتف المحمول بإمكانيات اللجوء إلى طرق أخرى في حالة تعطل طريق أو ازدحامه. وكذلك بالنسبة لوسائل النقل العام فقد دخلت في تنظيمها أنظمة النتقال الذكي، مثلما في حجز تذاكر السفر في المدن الكبيرة بواسطة هاتف المحمول ببرامج Apps. كما يمكن معرفة موعد القيام وموعد الوصول بالهاتف المحمول.